# Sérgio Sanz
Sérgio Sanz, de nome completo João Sérgio Barreto Leite Sanz (Rio de Janeiro, 1941 - 12 de janeiro de 2019), foi um cineasta brasileiro. Filho do escritor e crítico de cinema José Sanz (1915-1987) e da atriz Luíza Barreto Leite (1909-1996), e irmão do também cineasta Luís Alberto Sanz. 

## Assistente, montador, fotógrafo
Sérgio Sanz começou no cinema em 1958 como assistente de direção de Ruy Guerra ("O Cavalo de Oxumaré", "Os Cafajestes", "Os Fuzis" e "Os Deuses e os Mortos"), Paulo César Saraceni (em "Porto das Caixas"), Fernando Coni Campos e Flávio Tambellini. 
Trabalhou como montador na série "Cantos de Trabalho" de Leon Hirszman, "Cruz e Sousa" de Marcos Farias, "Os Fuzis" e "Os Deuses e os Mortos" de Ruy Guerra; "Pequenas Taras" e "Nascidos para Viver" de Maria do Rosário Nascimento e Silva; e "Na Boca do Mundo" de Antônio Pitanga. Produziu e montou o episódio brasileiro do filme "Enredando Sombras", realizado no México por Orlando Senna.
Fotografou "Ladrões de Cinema" de Fernando Coni Campos, um documentário sobre exilados brasileiros no Chile para Glauber Rocha e vários documentários e comerciais. Foi correspondente da televisão italiana (RAI) em Santiago do Chile.

## Diretor
Dirigiu mais de vinte documentários, entre eles "Aldeia", premiado em Oberhausen. Ganhou o prêmio Humberto Mauro de melhor diretor de documentário, concedido pelo governo do antigo Estado da Guanabara, uma medalha de prata no Festival Internacional de Filmes de Publicidade de Nova York e o prêmio Estácio de Sá, concedido pelo governo do Estado do Rio de Janeiro por sua relevância no cinema brasileiro.
Dirigiu um média metragem sobre Bernardo Sayão e a rodovia Belém-Brasília ("Caminho das Onças"), um especial para TV a cabo (Multishow) sobre Cazuza, uma série de cinco documentários sobre carnaval e outra sobre os primeiros viajantes para a TV SENAC. "Caminho das Onças" recebeu prêmios no Festival de Gramado (Melhor Filme 16mm), no Festival de Vitoria (Prêmio Especial do Júri) e no Festival de Recife (Melhor Montagem).  
Em 2004 realizou o documentário de longa-metragem "Soldado de Deus", revisão crítica do Movimento Integralista Brasileiro, que ganhou em 2005 o prêmio de melhor montagem na 23ª Jornada Internacional de Cinema da Bahia.  Em 2008 lançou um documentário sobre a mitologia e o sincretismo religioso do orixá Ogum, com o título "Devoção".

## Professor, escritor, gestor público
Sérgio Sanz foi professor de cinema na Universidade Gama Filho e na Escola Darcy Ribeiro.  Dirigiu por duas vezes a Escola de Teatro Martins Pena, da qual é professor há 20 anos. Em 2003 escreveu com Oswaldo Caldeira e Manfredo Caldas o livro "Contribuição à história do curta metragem brasileiro".
Foi um dos fundadores da Associação Brasileira de Documentaristas - ABD e seu presidente em 1976. Mais tarde também presidiu o Sindicato dos Artistas e Técnicos (SATED) do Rio de Janeiro. Dirigiu o Centro de Tecnologia Audiovisual (CTAv) da Funarte de 1990 a 1995, e novamente no período 2003-2005. Foi diretor do Departamento de Cinema e Video do MinC. Realizou todo o material didático em vídeo do projeto "Interação entre Comunidade e Escola" do Ministério da Educação.
Foi júri de vários festivais nacionais e internacionais, como os de Havana, Viña del Mar, Brasília, Gramado, Fortaleza, etc. De 2006 a 2010, foi curador (com José Carlos Avellar) do Festival de Cinema de Gramado. No período 2007-2009 foi presidente da Associação Brasileira de Cineastas.
Faleceu em 12 de janeiro de 2019, em consequência de problemas pulmonares. 

## Filmografia como Diretor
- 2008: Devoção
- 2004: Soldado de Deus
- 1998: Carnaval (série para tv, 5 episódios)
- 1997: Caminho das onças (média)
- 1996: Mestre Vitalino e o Alto do Moura (curta)
- 1995: Antônio de Todos os Santos (curta, co-dir. Raul Lody)
- 1991: Teatro de Rua no Brasil (curta, co-dir Amir Haddad)
- 1990: TBC, a Reabertura do Famoso Teatro Brasileiro de Comédias (curta)
- 1990: Juan de Almeida Bosque, Comandante de la Revolución (curta, co-dir. Cláudia Furiati)
- 1990: Do Mulungu ao Tiridá (curta)
- 1989: Eh! Boi: O bumba meu boi do Maranhão (curta)
- 1988: Aldeia de Arcozelo, um Sonho de Paschoal (curta)
- 1979: Art Noveau, Introdução (curta, co-dir Fernando Coni Campos)
- 1974: Álbum de Música (curta)
- 1968: Alcântara, Cidade Morta (curta)
- 1963: Aldeia (curta)